# 神戶市立博物館
神戶市立博物館（日语：／）是位於日本神戶市中央區京町的人文科學系博物館。

## 历史
神戶市立博物館開館於1982年，系自神戶市立南蠻美術館和神戶市立考古館統合而來。博物館的基本主題數「國際文化交流－東西文化的接觸和變容」，展示有包含日本國寶在內的考古學資料和古地圖、「聖方濟·沙勿略像」及「織田信長像」、「豐臣秀吉像」等著名美術品，以及金山平三和小磯良平等和神戶有緣故的藝術家的作品，收藏展示約5萬件作品。

## 外部連結
- 神戸市立博物館（日語）